# Catharina Ingelman-Sundberg
Catharina Maria Fredrika Ingelman-Sundberg, född 10 januari 1948, är en svensk författare, marinarkeolog och journalist. 
Catharina Ingelman-Sundberg har avlagt filosofie kandidatexamen vid Uppsala universitet med studier i historia, konsthistoria, arkeologi, nordiska språk och etnologi. Som marinarkeolog arbetade hon på Sjöhistoriska museet i Stockholm, Norsk sjöfartsmuseum i Oslo samt på Teknikens och sjöfartens hus i Malmö. Under fyra år arbetade hon på Western Australian museum i  Perth i Australien, där hon ledde utgrävningen av den nederländska ostindiefararen Zeewijk (1727) och deltog i bärgningen av den nederländska ostindiefararen Batavia. 
År 1986 avlade hon journalistexamen vid Journalisthögskolan i Göteborg och var sedan anställd på Göteborgs-Tidningen, Göteborgs-Posten och SVT:s Västnytt. Åren 1989–2010 var hon nyhets-, kultur- och vetenskapsjournalist på Svenska Dagbladet. 
År 1991 belönades Ingelman-Sundberg av Anders Franzéns stiftelse för sina nationella och internationella marinarkeologiska insatser. År 1999 tilldelades hon Lars Widdings pris som årets svenska författare av historiska romaner och populärhistoria. 
Ingelman-Sundberg har skrivit över 20 böcker och fick sitt skönlitterära genombrott år 2012 med Pensionärsligan och romanen Kaffe med rån som har blivit en internationell bestseller och legat på topplistor runt om i världen. Den är utgiven i över fyrtio länder. Uppföljarna Låna är silver råna är guld och Rån och inga visor har blivit guldböcker.
År 2015 tilldelades hon det italienska litteraturpriset Premio Roma för Kaffe med rån (La banda degli insoliti ottantenni). 
Catharina Ingelman-Sundberg är dotter till Axel Ingelman-Sundberg och Mirjam Furuhjelm.

### Skönlitterära böcker
Fristående böcker
- Kampen mot bränningarna (1991)
- Mäktig mans kvinna (2001)
- Tempelbranden (2010)
- Krutgummor på krigsstigen (2018)

Trilogin om vikingatidens Birka
- Vikingablot (1995)
- Vikingasilver (1997)
- Vikingaguld (1999)

Trilogin om Anne Persdotter
- Brännmärkt (2006)
- Förföljd (2007)
- Befriad (2009)

Pensionärsligan
- Kaffe med rån (2012)
- Låna är silver råna är guld (2014)
- Rån och inga visor (2016)
- Goda rån är dyra (2020)
- Det rånar sig nog (2022)

### Faktaböcker
- Marinarkeologi - dykaren, arkeologen, fynden (1985)
- Boken om vikingarna (1998)
- Stockholms dolda museer (2000)
- Forntida kvinnor (2004)
- Landet som försvann (2024)

### Övriga böcker
- Den svarta ejderungen (1991)
- Bland hajar, karlar och vrak (1995)
- Tantlexikon (2004)